# Karel I van Engeland

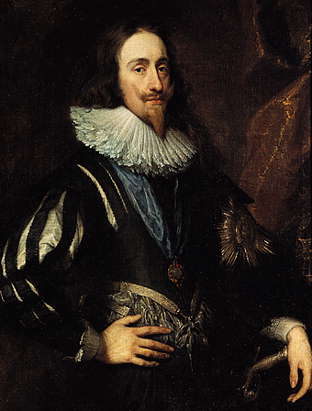
Koning Karel I

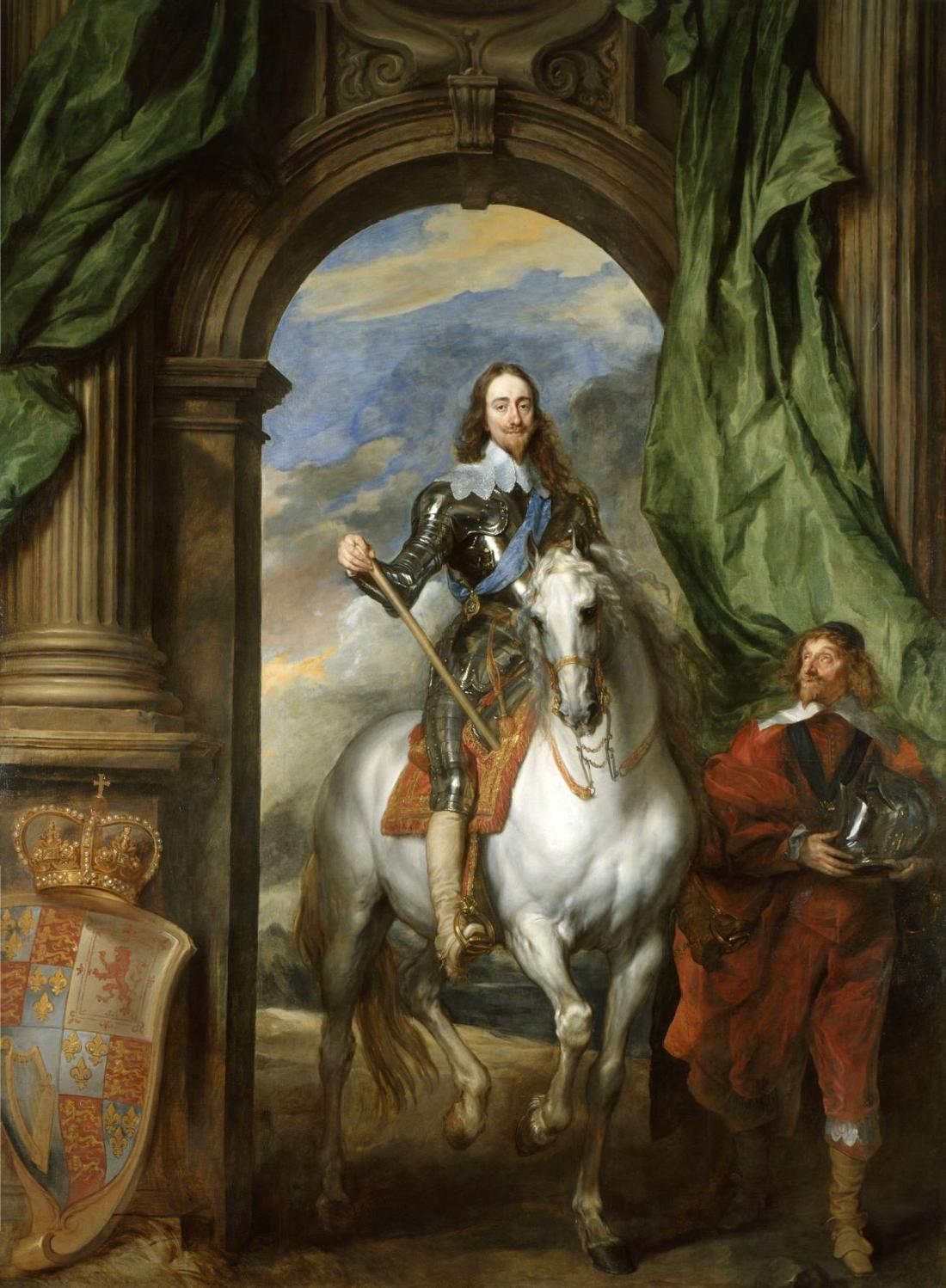
Koning Karel, op een portret van Antoon van Dyck waar hij overkomt als een glorieus koning

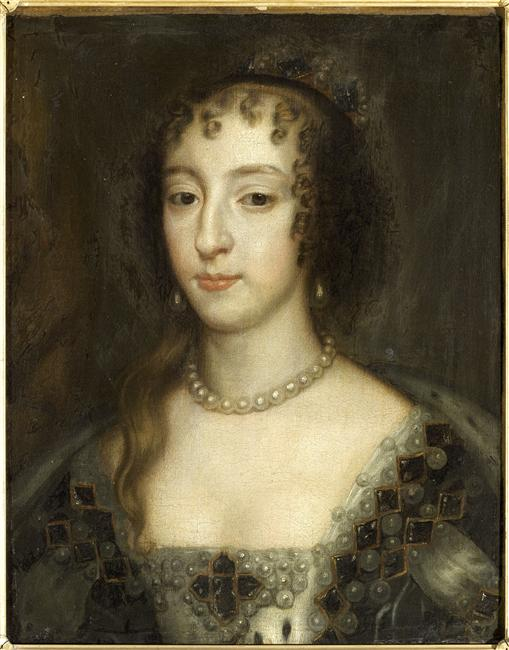
Karels vrouw, Henriëtta Maria, portret door Peter Lely, Chantilly (Oise), Musée Condé

Karel I (Engels: Charles I) (Dunfermline, 19 november 1600 — Londen, 30 januari 1649) uit het Huis Stuart was een anglicaanse koning van Schotland, Engeland en Ierland (27 maart 1625 – 30 januari 1649). Hij is de enige Britse vorst die ooit werd afgezet en onthoofd. Hij was een zoon van Jacobus VI van Schotland, Jacobus I van Engeland.

## Jeugd
Karel I werd geboren in het paleis in het Schotse Dunfermline. Zijn vader was op dat moment koning van Schotland, maar nog niet van Engeland. De beoogde troonopvolger was zijn oudere broer Hendrik Frederik Stuart, de prins van Wales. Deze stierf aan tyfus in 1612 en daarmee werd Karel erfgenaam van twee tronen. In 1616 werd hijzelf de prins van Wales, ofwel de beoogde troonopvolger van Engeland. 
Hij stond sterk onder de invloed van zijn vaders favoriet George Villiers, de eerste graaf van Buckingham. Deze nam hem in 1623 mee naar Spanje, op zoek naar een geschikte bruid. Dit leverde niets op omdat de Spanjaarden eisten dat Karel zich zou bekeren tot het rooms-katholicisme.

## Absolute monarchie
In Karels tijd werd Europa voor een groot deel beheerst door vorsten die streefden naar absolute macht, zoals de Franse koning Lodewijk XIII. Karel kende dat gedrag van zijn vader en streefde hetzelfde na. Hierin werd hij stevig gedwarsboomd door het parlement. Er was brede oppositie tegen veel van zijn plannen, zoals het gebruik van prerogatieve rechtbanken om dissidenten de wind uit de zeilen te nemen. Ook nam hij onpopulaire belastingmaatregelen zonder goedkeuring van het parlement en voerde hij een godsdienstpolitiek die erop gericht was de Anglicaanse Kerk over zijn rijk te verspreiden.
De conflicten met het parlement over allerlei zaken namen toe. Dit betrof onder andere de kwestie van de hugenoten, de willekeurig opgelegde belastingen en arrestaties. Hoewel hij in 1628 de Petition of Right inwilligde, ontbond hij op 29 maart 1629 het parlement toen dat meer wetten wilde doorvoeren. De daarop volgende jaren staan bekend als het 'Persoonlijke bewind' en 'Elf jaar van tirannie'. Karel was nauwelijks in staat het land te besturen zonder regelmatige belastinginkomsten van het parlement en moest andere middelen vinden om aan geld te komen. Een daarvan was het zogeheten ship money. Dit scheepsgeld werd geheven van inwoners van kustplaatsen ter instandhouding van de vloot, maar werd door hem ingesteld voor het hele land. Zijn belastingspolitiek, tussenkomsten in de Anglicaanse Church of England en in presbyteriaanse Church of Scotland, huwelijk met de katholieke prinses Henriëtta Maria van Frankrijk en het feit dat hij geen daadkrachtige steun gaf aan protestantse vorsten in de Dertigjarige Oorlog, maakten hem verdacht bij protestantse predikanten die hem beschouwden als een tiran.
Na de dood van George Villiers groeide de invloed van twee anderen in de regering: Thomas Wentworth, graaf van Strafford, en William Laud, die aartsbisschop van Canterbury werd en bijdroeg aan de overheersende rol van de staatskerk. Hij volgde hierbij de lijn van het arminianisme, wat leidde tot conflicten met de groeiende factie van de puriteinen.
Alles bleef echter rustig en het ging goed met Engeland, tot Karel I in 1637 probeerde de Schotten tot hetzelfde godsdienstige conformisme te brengen. Het gevolg was de herleving van het National Covenant en de Bisschoppenoorlogen, die voor Karel I eindigde in een vernederende wapenstilstand op 28 oktober 1640. Om geld te kunnen verkrijgen voor zijn strijd tegen de Schotten riep hij een parlement bijeen op 13 april 1640. Dit Short Parliament wilde echter niet aan zijn wensen voldoen en werd op 5 mei weer ontbonden. Na een nieuwe nederlaag riep Karel I het parlement opnieuw bijeen.
Dit Long Parliament nam al spoedig maatregelen die de positie van Karel in gevaar brachten. Er werd geprobeerd om Wentworth te impeachen. Toen dat niet bleek te werken, werd hij beschuldigd van hoogverraad en ter dood gebracht. Laud werd eveneens gevangengezet en jaren later geëxecuteerd. Karel I moest de ene na de andere concessie doen, zoals het afschaffen van het scheepsgeld en de prerogatieve rechtbanken, maar hij kon niet instemmen met de wet die hem het gezag over het leger zou ontnemen. Deze dreiging en de aanvallen op zijn vrouw Henriëtta Maria brachten hem ertoe vijf parlementsleden te laten arresteren die hij beschouwde als leiders van het verzet. Door gewapenderhand in te grijpen in het parlement veroorzaakte hij een blijvende breuk en was hij in Londen niet langer veilig. Hij vertrok naar het noorden, terwijl de koningin naar het buitenland ging.

## Engelse Burgeroorlog
Beide partijen begonnen zich te bewapenen en een burgeroorlog dreigde. Na vruchteloze onderhandelingen hees Karel I op 22 augustus 1642 de koninklijke standaard in Nottingham. Hij vestigde zijn hof in het royalistische Oxford, van waaruit hij het noorden en westen van het land bestuurde, terwijl het parlement de controle behield over het zuiden en oosten en Londen. De oorlog woedde onbeslist voort in 1643 en 1644, totdat het parlement het New Model Army oprichtte, geleid door generaal Thomas Fairfax met Oliver Cromwell aan het hoofd van de cavalerie. Dit leger wist in de Slag bij Naseby een overwinning te behalen. Daarop volgde het beleg van Oxford, waaruit Karel I in april 1646 wist te ontsnappen. Hij gaf zich over aan het Schotse presbyteriaanse leger in Newark, dat hem in januari 1647 uitleverde aan het parlement. Hij werd gevangengezet in Holdenby House in Northamptonshire, totdat de kornet George Joyce hem in naam van het leger naar Newmarket overbracht.
In deze periode had zich een sfeer van wederzijds wantrouwen ontwikkeld tussen het parlement en het leger, waar Karel I gretig gebruik van maakte. Men begon elkaar uit te schelden en van bijnamen te voorzien. De parlementariërs noemden de koningsgezinden ‘cavaliers’, naar het Spaanse ‘cavelios’, daarmee suggererend dat zij vreemdelingen waren. De royalisten van hun kant noemden de tegenstanders ‘roundheads’, waarmee werd aangegeven dat zij tuig waren.
Karel I werd overgebracht naar Oatlands Palace en vervolgens naar Hampton Court Palace. Onderhandelingen liepen op niets uit. Men probeerde hem over te halen naar het buitenland te vluchten of desnoods naar het eiland Wight. Hij besloot tot het laatste, omdat Robert Hammond, de gouverneur van het eiland, hem goedgezind leek. Dit bleek echter niet het geval en Hammond zette hem vast in Carisbrooke Castle.
Van hieruit bleef Karel I onderhandelen met de partijen en uiteindelijk bereikte hij overeenstemming met de Schotse presbyterianen, wat inhield dat hij de vestiging van het presbyterianisme zowel in Schotland als in Engeland zou toestaan gedurende een proefperiode. De royalisten kwamen in opstand in juli 1648 en de Schotten vielen het land binnen. Toen de Schotse legers werden verslagen in de Slag bij Preston, kwam de tweede burgeroorlog ten einde en waren de militaire kansen van de koning verkeken. Maar het parlement bleef streven naar een vergelijk dat een constitutionele monarchie zou vestigen. Tot grote onvrede van het leger stemde het op 5 december 1648 met 129 stemmen tegen 83 om de onderhandelingen, die plaatsvonden in Newport, voort te zetten. In de twee daaropvolgende dagen pleegde Cromwell een coup die bekend kwam te staan als Pride's Purge. Hij liet de verzoeningsgezinde parlemententsleden arresteren of uitsluiten door kolonel Thomas Pride, terwijl anderen geïntimideerd wegbleven. Na deze zuivering spreekt men van het Rump Parliament. 

## Rechtszaak
Al eerder waren vorsten afgezet, maar nooit in die hoedanigheid berecht. De bedenkers van het plan meenden dat de koning moest sterven, maar zij wilden dat op een wettelijke manier bereiken. Daarvoor moest een showproces dienen. Buiten de bestaande rechtsorde stelde het Rump Parliament een commissie aan, het High Court of Justice, dat Karel moest berechten. Omdat het House of Lords zich niet bereid toonde daarmee in te stemmen, had het Lagerhuis in een revolutionaire stemming de opperste macht opgeëist. Van de 135 leden die in het High Court werden benoemd, toonden er zich slechts 68 bereid te zetelen. 
Het proces begon op 20 januari 1649. Charles Stuart – met weglating van zijn koningstitel – werd beschuldigd van tirannie, hoogverraad en moord. Hij beriep zich op zijn goddelijk recht en weigerde schuldig of onschuldig te pleiten, omdat hij de autoriteit van de rechtbank niet erkende. Nadat hij dat drie dagen had volgehouden, werd dat voor schuldig genomen en werd hij gevonnist. Op 27 januari 1649 stemden 67 rechters dat de koning ‘een tiran, verrader, moordenaar en een publieke vijand’ was die de dood verdiende ‘door het scheiden van zijn hoofd van zijn lichaam’. Karel I werd onthoofd op 30 januari 1649. Tijdens de executie was er geen gejuich te horen, het verliep bijna in volledige stilte. Cromwell stond bij wijze van gebaar toe dat het hoofd werd teruggeplaatst op het lichaam, zodat de familie op gepaste wijze eer kon betuigen aan de ex-koning, die in Windsor Castle werd begraven.

## Nasleep
Hierna volgde een periode waarin Engeland geen koninkrijk was, maar een republiek, theocratie en militaire dictatuur. Het werd bestuurd door Cromwell, die vanaf 1653 de titel Lord Protector aannam. Hij was koning in alles behalve naam en gaf zijn ambt op zijn sterfbed door aan zijn zoon Richard Cromwell. Aan deze situatie kwam een einde in 1660 toen met de troonsbestijging van Karels zoon als koning Karel II het koningschap werd hersteld. Henriëtta Maria leefde tot 1669 en stierf in Parijs. Zij maakte nog mee dat haar dochter Henriëtte Anne trouwde met de hertog van Orléans in 1661 en dat haar zoon Karel koning werd.
Na de Restauratie vluchtten de 59 ondertekenaars van Karels executiebevel overzee. Deze 'regiciden' werden grotendeels ingerekend en ter dood gebracht.

## Huwelijk en kinderen
Op 13 juni 1625 trouwde Karel met Henriëtta Maria van Frankrijk (1609 – 1669), een dochter van de Franse koning Hendrik IV. Zij kregen vier zonen en vijf dochters:
- Karel Jacobus, hertog van Cornwall (13 maart 1629 - 13 maart 1629)
- Karel II, koning van Engeland, Schotland en Ierland (29 mei 1630 - 6 februari 1685)
- Maria Henriëtte, de latere echtgenote van Willem II van Oranje, Prins van Oranje (4 november 1631 - 24 december 1660)
- Jacobus, als Jacobus II koning van Engeland en Ierland, als Jacobus VII koning van Schotland (14 oktober 1633 - 6 september 1701)
- Elizabeth (29 december 1635 - 8 september 1650)
- Anne (17 maart 1637 - 8 december 1640)
- Catharina (29 januari 1639 - 29 januari 1639)
- Hendrik, hertog van Gloucester (8 juli 1640 - 13 september 1660)
- Henriëtte Anne, door huwelijk hertogin van Orléans (16 juni 1644 - 30 juni 1670).

Het huwelijk schijnt goed te zijn geweest, maar was onder de Britse bevolking niet heel populair.

## Kwartierstaat (voorouders)
| Matthew Stuart (1516-1571)          | Matthew Stuart (1516-1571)          | Matthew Stuart (1516-1571)          | Matthew Stuart (1516-1571)          | Matthew Stuart (1516-1571)          | Matthew Stuart (1516-1571)          | Margaret Douglas (1515-1578)     | Margaret Douglas (1515-1578)     | Margaret Douglas (1515-1578)     | Margaret Douglas (1515-1578)     | Margaret Douglas (1515-1578)       | Margaret Douglas (1515-1578)       |                                    |                                    | Jacobus V van Schotland (1512-1542) | Jacobus V van Schotland (1512-1542) | Jacobus V van Schotland (1512-1542) | Jacobus V van Schotland (1512-1542) | Jacobus V van Schotland (1512-1542) | Jacobus V van Schotland (1512-1542) | Maria van Guise (1515-1560)       | Maria van Guise (1515-1560)       | Maria van Guise (1515-1560) | Maria van Guise (1515-1560) | Maria van Guise (1515-1560)      | Maria van Guise (1515-1560)      |                                  |                                  | Christiaan III van Denemarken (1503-1559) | Christiaan III van Denemarken (1503-1559) | Christiaan III van Denemarken (1503-1559) | Christiaan III van Denemarken (1503-1559) | Christiaan III van Denemarken (1503-1559) | Christiaan III van Denemarken (1503-1559) | Dorothea van Saksen-Lauenburg (1511-1571) | Dorothea van Saksen-Lauenburg (1511-1571) | Dorothea van Saksen-Lauenburg (1511-1571) | Dorothea van Saksen-Lauenburg (1511-1571) | Dorothea van Saksen-Lauenburg (1511-1571) | Dorothea van Saksen-Lauenburg (1511-1571) |                                 |                                 | Ulrich van Mecklenburg-Güstrow (1527-1603) | Ulrich van Mecklenburg-Güstrow (1527-1603) | Ulrich van Mecklenburg-Güstrow (1527-1603) | Ulrich van Mecklenburg-Güstrow (1527-1603) | Ulrich van Mecklenburg-Güstrow (1527-1603) | Ulrich van Mecklenburg-Güstrow (1527-1603) | Elisabeth van Denemarken en Noorwegen (1524-1586) | Elisabeth van Denemarken en Noorwegen (1524-1586) | Elisabeth van Denemarken en Noorwegen (1524-1586) | Elisabeth van Denemarken en Noorwegen (1524-1586) | Elisabeth van Denemarken en Noorwegen (1524-1586) | Elisabeth van Denemarken en Noorwegen (1524-1586) |  |  |  |  |  |  |  |  |  |  |  |  |  |  |  |  |  |  |  |  |  |  |  |  |  |  |  |  |  |  |  |  |  |  |  |  |  |  |  |  |  |  |  |  |  |  |  |  |
| Matthew Stuart (1516-1571)          | Matthew Stuart (1516-1571)          | Matthew Stuart (1516-1571)          | Matthew Stuart (1516-1571)          | Matthew Stuart (1516-1571)          | Matthew Stuart (1516-1571)          | Margaret Douglas (1515-1578)     | Margaret Douglas (1515-1578)     | Margaret Douglas (1515-1578)     | Margaret Douglas (1515-1578)     | Margaret Douglas (1515-1578)       | Margaret Douglas (1515-1578)       |                                    |                                    | Jacobus V van Schotland (1512-1542) | Jacobus V van Schotland (1512-1542) | Jacobus V van Schotland (1512-1542) | Jacobus V van Schotland (1512-1542) | Jacobus V van Schotland (1512-1542) | Jacobus V van Schotland (1512-1542) | Maria van Guise (1515-1560)       | Maria van Guise (1515-1560)       | Maria van Guise (1515-1560) | Maria van Guise (1515-1560) | Maria van Guise (1515-1560)      | Maria van Guise (1515-1560)      |                                  |                                  | Christiaan III van Denemarken (1503-1559) | Christiaan III van Denemarken (1503-1559) | Christiaan III van Denemarken (1503-1559) | Christiaan III van Denemarken (1503-1559) | Christiaan III van Denemarken (1503-1559) | Christiaan III van Denemarken (1503-1559) | Dorothea van Saksen-Lauenburg (1511-1571) | Dorothea van Saksen-Lauenburg (1511-1571) | Dorothea van Saksen-Lauenburg (1511-1571) | Dorothea van Saksen-Lauenburg (1511-1571) | Dorothea van Saksen-Lauenburg (1511-1571) | Dorothea van Saksen-Lauenburg (1511-1571) |                                 |                                 | Ulrich van Mecklenburg-Güstrow (1527-1603) | Ulrich van Mecklenburg-Güstrow (1527-1603) | Ulrich van Mecklenburg-Güstrow (1527-1603) | Ulrich van Mecklenburg-Güstrow (1527-1603) | Ulrich van Mecklenburg-Güstrow (1527-1603) | Ulrich van Mecklenburg-Güstrow (1527-1603) | Elisabeth van Denemarken en Noorwegen (1524-1586) | Elisabeth van Denemarken en Noorwegen (1524-1586) | Elisabeth van Denemarken en Noorwegen (1524-1586) | Elisabeth van Denemarken en Noorwegen (1524-1586) | Elisabeth van Denemarken en Noorwegen (1524-1586) | Elisabeth van Denemarken en Noorwegen (1524-1586) |  |  |  |  |  |  |  |  |  |  |  |  |  |  |  |  |  |  |  |  |  |  |  |  |  |  |  |  |  |  |  |  |  |  |  |  |  |  |  |  |  |  |  |  |  |  |  |  |
|                                     |                                     |                                     |                                     |                                     |                                     |                                  |                                  |                                  |                                  |                                    |                                    |                                    |                                    |                                     |                                     |                                     |                                     |                                     |                                     |                                   |                                   |                             |                             |                                  |                                  |                                  |                                  |                                           |                                           |                                           |                                           |                                           |                                           |                                           |                                           |                                           |                                           |                                           |                                           |                                 |                                 |                                            |                                            |                                            |                                            |                                            |                                            |                                                   |                                                   |                                                   |                                                   |                                                   |                                                   |  |  |  |  |  |  |  |  |  |  |  |  |  |  |  |  |  |  |  |  |  |  |  |  |  |  |  |  |  |  |  |  |  |  |  |  |  |  |  |  |  |  |  |  |  |  |  |  |
|                                     |                                     |                                     |                                     | Henry Stuart Darnley (1545-1567)    | Henry Stuart Darnley (1545-1567)    | Henry Stuart Darnley (1545-1567) | Henry Stuart Darnley (1545-1567) | Henry Stuart Darnley (1545-1567) | Henry Stuart Darnley (1545-1567) |                                    |                                    |                                    |                                    |                                     |                                     | Maria I van Schotland (1542-1587)   | Maria I van Schotland (1542-1587)   | Maria I van Schotland (1542-1587)   | Maria I van Schotland (1542-1587)   | Maria I van Schotland (1542-1587) | Maria I van Schotland (1542-1587) |                             |                             |                                  |                                  |                                  |                                  |                                           |                                           |                                           |                                           | Frederik II van Denemarken (1534-1588)    | Frederik II van Denemarken (1534-1588)    | Frederik II van Denemarken (1534-1588)    | Frederik II van Denemarken (1534-1588)    | Frederik II van Denemarken (1534-1588)    | Frederik II van Denemarken (1534-1588)    |                                           |                                           |                                 |                                 |                                            |                                            | Sophia van Mecklenburg-Güstrow (1557-1631) | Sophia van Mecklenburg-Güstrow (1557-1631) | Sophia van Mecklenburg-Güstrow (1557-1631) | Sophia van Mecklenburg-Güstrow (1557-1631) | Sophia van Mecklenburg-Güstrow (1557-1631)        | Sophia van Mecklenburg-Güstrow (1557-1631)        |                                                   |                                                   |                                                   |                                                   |  |  |  |  |  |  |  |  |  |  |  |  |  |  |  |  |  |  |  |  |  |  |  |  |  |  |  |  |  |  |  |  |  |  |  |  |  |  |  |  |  |  |  |  |  |  |  |  |
|                                     |                                     |                                     |                                     | Henry Stuart Darnley (1545-1567)    | Henry Stuart Darnley (1545-1567)    | Henry Stuart Darnley (1545-1567) | Henry Stuart Darnley (1545-1567) | Henry Stuart Darnley (1545-1567) | Henry Stuart Darnley (1545-1567) |                                    |                                    |                                    |                                    |                                     |                                     | Maria I van Schotland (1542-1587)   | Maria I van Schotland (1542-1587)   | Maria I van Schotland (1542-1587)   | Maria I van Schotland (1542-1587)   | Maria I van Schotland (1542-1587) | Maria I van Schotland (1542-1587) |                             |                             |                                  |                                  |                                  |                                  |                                           |                                           |                                           |                                           | Frederik II van Denemarken (1534-1588)    | Frederik II van Denemarken (1534-1588)    | Frederik II van Denemarken (1534-1588)    | Frederik II van Denemarken (1534-1588)    | Frederik II van Denemarken (1534-1588)    | Frederik II van Denemarken (1534-1588)    |                                           |                                           |                                 |                                 |                                            |                                            | Sophia van Mecklenburg-Güstrow (1557-1631) | Sophia van Mecklenburg-Güstrow (1557-1631) | Sophia van Mecklenburg-Güstrow (1557-1631) | Sophia van Mecklenburg-Güstrow (1557-1631) | Sophia van Mecklenburg-Güstrow (1557-1631)        | Sophia van Mecklenburg-Güstrow (1557-1631)        |                                                   |                                                   |                                                   |                                                   |  |  |  |  |  |  |  |  |  |  |  |  |  |  |  |  |  |  |  |  |  |  |  |  |  |  |  |  |  |  |  |  |  |  |  |  |  |  |  |  |  |  |  |  |  |  |  |  |
|                                     |                                     |                                     |                                     |                                     |                                     |                                  |                                  |                                  |                                  | Jacobus I van Engeland (1566-1625) | Jacobus I van Engeland (1566-1625) | Jacobus I van Engeland (1566-1625) | Jacobus I van Engeland (1566-1625) | Jacobus I van Engeland (1566-1625)  | Jacobus I van Engeland (1566-1625)  |                                     |                                     |                                     |                                     |                                   |                                   |                             |                             |                                  |                                  |                                  |                                  |                                           |                                           |                                           |                                           |                                           |                                           |                                           |                                           |                                           |                                           | Anna van Denemarken (1574-1619)           | Anna van Denemarken (1574-1619)           | Anna van Denemarken (1574-1619) | Anna van Denemarken (1574-1619) | Anna van Denemarken (1574-1619)            | Anna van Denemarken (1574-1619)            |                                            |                                            |                                            |                                            |                                                   |                                                   |                                                   |                                                   |                                                   |                                                   |  |  |  |  |  |  |  |  |  |  |  |  |  |  |  |  |  |  |  |  |  |  |  |  |  |  |  |  |  |  |  |  |  |  |  |  |  |  |  |  |  |  |  |  |  |  |  |  |
|                                     |                                     |                                     |                                     |                                     |                                     |                                  |                                  |                                  |                                  | Jacobus I van Engeland (1566-1625) | Jacobus I van Engeland (1566-1625) | Jacobus I van Engeland (1566-1625) | Jacobus I van Engeland (1566-1625) | Jacobus I van Engeland (1566-1625)  | Jacobus I van Engeland (1566-1625)  |                                     |                                     |                                     |                                     |                                   |                                   |                             |                             |                                  |                                  |                                  |                                  |                                           |                                           |                                           |                                           |                                           |                                           |                                           |                                           |                                           |                                           | Anna van Denemarken (1574-1619)           | Anna van Denemarken (1574-1619)           | Anna van Denemarken (1574-1619) | Anna van Denemarken (1574-1619) | Anna van Denemarken (1574-1619)            | Anna van Denemarken (1574-1619)            |                                            |                                            |                                            |                                            |                                                   |                                                   |                                                   |                                                   |                                                   |                                                   |  |  |  |  |  |  |  |  |  |  |  |  |  |  |  |  |  |  |  |  |  |  |  |  |  |  |  |  |  |  |  |  |  |  |  |  |  |  |  |  |  |  |  |  |  |  |  |  |
|                                     |                                     |                                     |                                     |                                     |                                     |                                  |                                  |                                  |                                  |                                    |                                    |                                    |                                    |                                     |                                     |                                     |                                     |                                     |                                     |                                   |                                   |                             |                             |                                  |                                  |                                  |                                  |                                           |                                           |                                           |                                           |                                           |                                           |                                           |                                           |                                           |                                           |                                           |                                           |                                 |                                 |                                            |                                            |                                            |                                            |                                            |                                            |                                                   |                                                   |                                                   |                                                   |                                                   |                                                   |  |  |  |  |  |  |  |  |  |  |  |  |  |  |  |  |  |  |  |  |  |  |  |  |  |  |  |  |  |  |  |  |  |  |  |  |  |  |  |  |  |  |  |  |  |  |  |  |
|                                     |                                     |                                     |                                     |                                     |                                     |                                  |                                  |                                  |                                  |                                    |                                    |                                    |                                    |                                     |                                     |                                     |                                     |                                     |                                     |                                   |                                   |                             |                             |                                  |                                  |                                  |                                  |                                           |                                           |                                           |                                           |                                           |                                           |                                           |                                           |                                           |                                           |                                           |                                           |                                 |                                 |                                            |                                            |                                            |                                            |                                            |                                            |                                                   |                                                   |                                                   |                                                   |                                                   |                                                   |  |  |  |  |  |  |  |  |  |  |  |  |  |  |  |  |  |  |  |  |  |  |  |  |  |  |  |  |  |  |  |  |  |  |  |  |  |  |  |  |  |  |  |  |  |  |  |  |
| Hendrik Frederik Stuart (1594-1612) | Hendrik Frederik Stuart (1594-1612) | Hendrik Frederik Stuart (1594-1612) | Hendrik Frederik Stuart (1594-1612) | Hendrik Frederik Stuart (1594-1612) | Hendrik Frederik Stuart (1594-1612) |                                  |                                  | Elizabeth Stuart (1596-1662)     | Elizabeth Stuart (1596-1662)     | Elizabeth Stuart (1596-1662)       | Elizabeth Stuart (1596-1662)       | Elizabeth Stuart (1596-1662)       | Elizabeth Stuart (1596-1662)       |                                     |                                     | Margaretha Stuart (1598-1600)       | Margaretha Stuart (1598-1600)       | Margaretha Stuart (1598-1600)       | Margaretha Stuart (1598-1600)       | Margaretha Stuart (1598-1600)     | Margaretha Stuart (1598-1600)     |                             |                             | Karel I van Engeland (1600-1649) | Karel I van Engeland (1600-1649) | Karel I van Engeland (1600-1649) | Karel I van Engeland (1600-1649) | Karel I van Engeland (1600-1649)          | Karel I van Engeland (1600-1649)          |                                           |                                           | Robert Stuart (1602-1602)                 | Robert Stuart (1602-1602)                 | Robert Stuart (1602-1602)                 | Robert Stuart (1602-1602)                 | Robert Stuart (1602-1602)                 | Robert Stuart (1602-1602)                 |                                           |                                           | Maria Stuart (1605-1607)        | Maria Stuart (1605-1607)        | Maria Stuart (1605-1607)                   | Maria Stuart (1605-1607)                   | Maria Stuart (1605-1607)                   | Maria Stuart (1605-1607)                   |                                            |                                            | Sophia Stuart (1606-1606)                         | Sophia Stuart (1606-1606)                         | Sophia Stuart (1606-1606)                         | Sophia Stuart (1606-1606)                         | Sophia Stuart (1606-1606)                         | Sophia Stuart (1606-1606)                         |  |  |  |  |  |  |  |  |  |  |  |  |  |  |  |  |  |  |  |  |  |  |  |  |  |  |  |  |  |  |  |  |  |  |  |  |  |  |  |  |  |  |  |  |  |  |  |  |

## Patronage en kunstcollectie
Karel I was een liefhebber van schilderkunst en verzamelde een grote collectie. Hij liet plafonds van zijn paleizen beschilderen door Rubens, die hij in 1630 ridderde. Die eer viel ook Antoon van Dyck te beurt toen hij in 1632 Karels voornaamste hofschilder werd. Na de terechtstelling raakten de ruim 1700 stukken van de koninklijke collectie verspreid.